# Улица Байдукова (Москва)

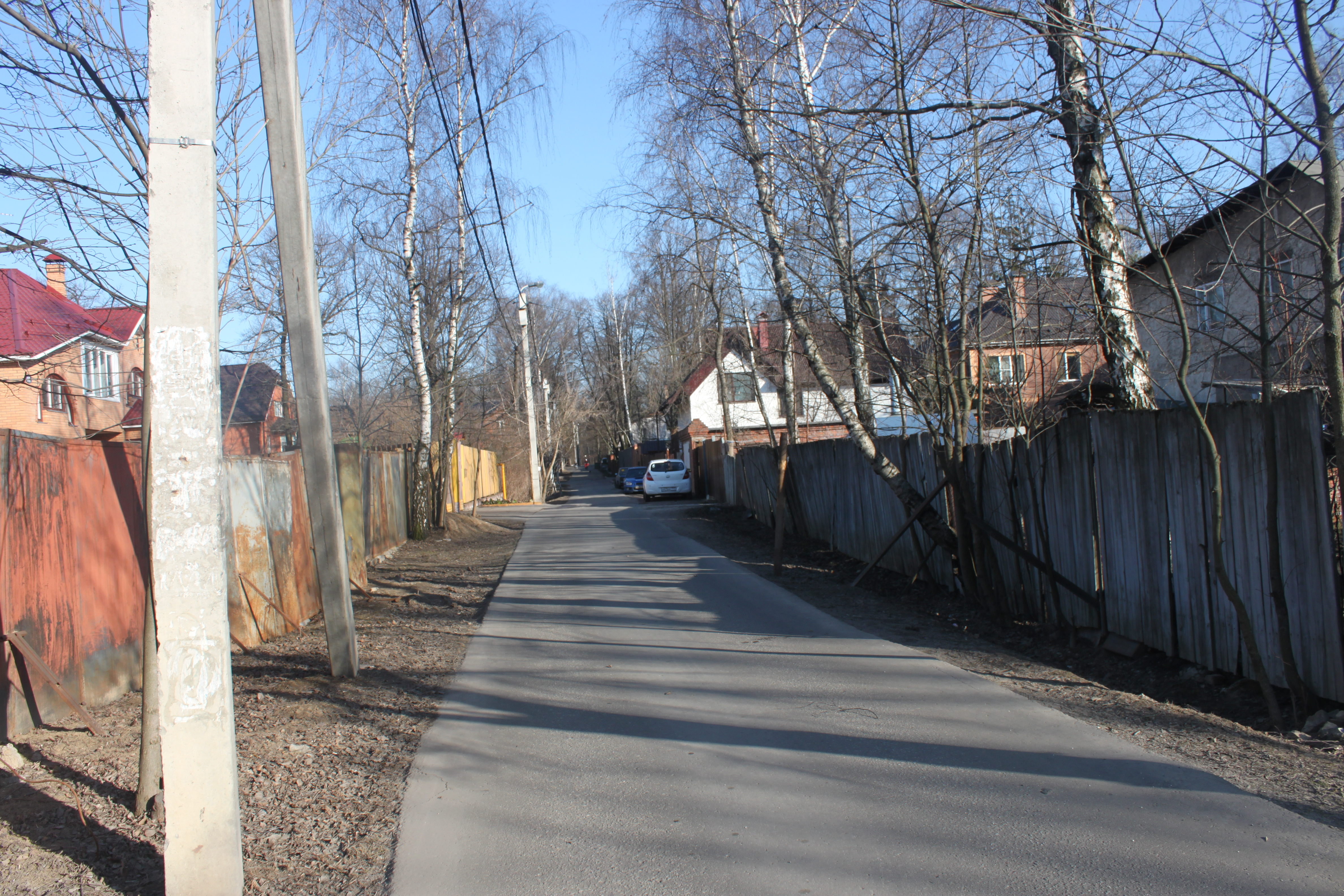
Вид на конец улицы

Улица Байдуко́ва — небольшая улица на севере Москвы в районе Лианозово Северо-Восточного административного округа, от улицы Леваневского до Каманина.

## Местоположение
Улица Байдукова находится в дачном посёлке имени Ларина, начинается от улицы Леваневского, проходит на северо-запад, пересекает улицы Ширшова, Водопьянова, Молокова, Шмидта, Слепнёва и заканчивается на улице Каманина.

## История
Названа в 1938 году в честь Героя Советского Союза, лётчика Георгия Филипповича Байдукова (1907—1994), совершившего в 1936 году вместе с В. П. Чкаловым и А. В. Беляковым беспосадочный перелёт Москва — Дальний Восток, а в 1937 году — перелёт через Северный полюс в США.